# La Porte (Califòrnia)
La Porte és una concentració de població designada pel cens dels Estats Units a l'estat de Califòrnia. Segons el cens del 2000 tenia 43 habitants.

## Demografia
Segons el cens del 2000, La Porte tenia 43 habitants, 28 habitatges, i 12 famílies. La densitat de població era de 3,7 habitants/km².
Per edats la població es repartia de la següent manera: un 4,7% tenia menys de 18 anys, un 2,3% entre 18 i 24, un 2,3% entre 25 i 44, un 53,5% de 45 a 60 i un 37,2% 65 anys o més.
L'edat mediana era de 60 anys. Per cada 100 dones de 18 o més anys hi havia 173,3 homes.
La renda mediana per habitatge era de 30.781 $ i la renda mediana per família d'11.250 $. Els homes tenien una renda mediana de 12.083 $ mentre que les dones 0 $. La renda per capita de la població era de 18.258 $. Entorn del 100% de les famílies i el 65% de la població estaven per davall del llindar de pobresa.

## Poblacions més properes
El següent diagrama mostra les poblacions més properes.